# Okrug Poprad
Okrug Poprad (slovački: Okres Poprad) nalazi se u istočnoj Slovačkoj u  Prešovskom kraju, na sjeveru okrug graniči s Poljskom.  U okrugu živi 101 834 stanovnika, dok je gustoća naseljenosti 92,17 stan/km². Ukupna površina okruga je 1104,75 km². Glavni grad okruga Poprad je istoimeni grad Poprad s 48 352 stanovnika.

## Stanovništvo
| Godina:     | 1994.   | 2004.   | 2014.   | 2024.   |
| ----------- | ------- | ------- | ------- | ------- |
| Broj ljudi: | 100 937 | 104 320 | 104 494 | 101 834 |
| Razlika:    |         | +3,35 % | +0,16 % | −2,54 % |

| Godina:     | 2023.   | 2024.   |
| ----------- | ------- | ------- |
| Broj ljudi: | 102 038 | 101 834 |
| Razlika:    |         | −0,19 % |

## Gradovi
- Poprad
- Svit
- Vysoké Tatry

## Općine
| - Batizovce - Gánovce - Gerlachov - Hozelec - Hôrka - Hranovnica - Jánovce - Kravany - Liptovská Teplička | - Lučivná - Mengusovce - Mlynica - Nová Lesná - Spišská Teplica - Spišské Bystré - Spišský Štiavnik - Štôla - Štrba | - Šuňava - Švábovce - Tatranská Javorina - Veľký Slavkov - Vernár - Vikartovce - Vydrník - Ždiar |

### Ostali projekti
|  | Zajednički poslužitelj ima još gradiva o temi Okrug Poprad |